# Brocchinia
Brocchinia Schult. & Schult.f., 1830 è un genere di pianta appartenente alla famiglia Bromeliaceae. È endemico del Venezuela meridionale e della Guyana. Il nome gli è stato assegnato in onore del naturalista italiano Giovanni Battista Brocchi.

## Biologia
Almeno una specie del genere, Brocchinia reducta, è considerata una pianta carnivora. B. reducta, come altre bromeliadi, trattiene l'acqua all'interno di urne formate dalle sue foglie a rosetta ma diversamente dalle altre specie si è adattata ad attrarre, uccidere e digerire gli insetti mediante la produzione dell'enzima fosfatasi.

## Tassonomia
Al genere sono ascritte le seguenti specie:
- Brocchinia acuminata L.B.Sm.
- Brocchinia amazonica L.B.Sm.
- Brocchinia cataractarum (Sandwith) B.Holst
- Brocchinia cowanii L.B.Sm.
- Brocchinia delicatula L.B.Sm.
- Brocchinia gilmartiniae G.S.Varad.
- Brocchinia hectioides Mez
- Brocchinia hitchcockii L.B.Sm.
- Brocchinia maguirei L.B.Sm.
- Brocchinia melanacra L.B.Sm.
- Brocchinia micrantha (Baker) Mez
- Brocchinia paniculata Schult. & Schult.f.
- Brocchinia prismatica L.B.Sm.
- Brocchinia reducta Baker
- Brocchinia rupestris (Gleason) B.Holst
- Brocchinia steyermarkii L.B.Sm.
- Brocchinia tatei L.B.Sm.
- Brocchinia vestita L.B.Sm.
- Brocchinia wurdackiana B.Holst